# Pověst o založení Trutnova

Pověst je dobře zřetelná i na městském znaku Trutnova

Pověst o založení Trutnova vypráví, že kdysi lidé založili město Trutnov, bylo potřeba mnoho dřeva. Proto se dva dřevorubci vydali do lesa nedaleko Trutnova. Tam létal havran, podle něhož dřevorubci zjistili, že se něco děje v lese. Uviděli saň a rozběhli se zpátky do města. Dali zprávu rytíři Trutovi. Ten se vydal do jeskyně a strašlivou saň zabil. Na jeho počest pojmenovali město Trutnov podle něho.

## Původ pověsti
Nejstarší zaznamenání pověsti vztahující se k Trutnovu je od trutnovského kronikáře Simona Hüttela (asi 1530 – po 1601). Hrdinou je šlechtic Albrech z Trautenberga, v pozdějších verzích uhlíř Trut. České povědomí ovlivnila zmínka „...iděže Trut pogubi saň lutu...“ v Rukopisu zelenohorském; známé je vyobrazení boje hrdiny se saní na Alšově lunetě v Národním divadle. Pověst existuje i v dalších zpracováních a verzích.

## Městský znak v souvislosti s pověstí
Podle pověsti byl zhotoven i městský znak. Dole před bránou stojí saň a nahoře letí havran s prstenem.